# Lakewood, Zamboanga del Sur
Lakewood là một đô thị cấp bốn ở tỉnh Zamboanga del Sur, Philippines. Theo điều tra dân số năm 2000, đô thị này có dân số 16.317 người trong 3.122 hộ.
Lakewood được đặt tên theo hồ Wood, một hồ có một phần nằm ở thị xã này.

## Các đơn vị hành chính
Lakewood, về mặt hành chính, được chia thành 14 khu phố (barangay).
- Bagong Kahayag
- Baking
- Biswangan
- Bululawan
- Dagum
- Gasa
- Gatub
- Lukuan
- Matalang
- Poblacion (Lakewood)
- Sapang Pinoles
- Sebuguey
- Tiwales
- Tubod